# Jean Bastier de La Péruse
Jean Bastier de La Péruse (1529-1554) est un poète et auteur dramatique français.

## Biographie
Il naît au Pont-Sigoulant, paroisse de Roumazières, mais il prend le nom de la paroisse voisine, la Péruse. Il étudie à Paris, au collège de Boncourt, où il suit les cours de Marc-Antoine Muret et de George Buchanan, et il devient membre de la première Pléiade, avec Ronsard, Du Bellay, Baïf, Jodelle, Pontus de Tyard et Peletier du Mans. D’après Étienne Pasquier, il joue dans les représentations de la  Cléopâtre captive et L'Eugène d’Étienne Jodelle (1553). Le spectacle se déroule dans l'hôtel de Reims, à Paris, en présence d'Henri II et de Diane de Poitiers. 
Il compose une tragédie de Médée, inspirée de Sénèque et d’Euripide. Il est rapidement surnommé "l'Euripide français" par Charles de Sainte-Marthe. Jean Bastier quitte Paris peu après et s'installe à Poitiers.
Ses poésies ont pour thèmes privilégiés l’amour et l’immortalité littéraire. 
Il meurt à 25 ans, sans doute de la peste. 
Son ami Ronsard lui rend hommage en lui dédiant ce poème :
Tu dois bien à ce coup, chétive tragédie

Laisser tes graves jeux

Laisser ta scène vide contre toi hardie

Et de la même voix dont tu aigris les princes

Tombés en déconfort

Tu dois bien annoncer aux étranges provinces

Que la Péruse est mort.

## Publications
- La Médée, tragédie et autres diverses poésies (1555) Texte en ligne
- Les Œuvres de J. de La Péruse avec quelques autres diverses poésies de Cl. Binet (1573)
- Diverses poésies de feu J. de La Péruse (1613)

Éditions modernes
- Œuvres poétiques de Jean Bastier de La Péruse, 1529-1554 (1867). Réédition : Slatkine, Genève, 1969.
- La Médée édition critique par James A. Coleman, University of Exeter, collection « Textes littéraires », 1985.
- « Médée », texte édité et présenté par Michel Dassonville, in La Tragédie à l’époque d’Henri II et de Charles IX, Enea Balmas et Michel Dassonville (dir.), Florence, Leo S. Olschki – Paris, P.U.F., « Théâtre français de la Renaissance », vol. 1, 1989, p. 119-173
- Médée, édition, introduction et notes de Marie-Madeleine Fragonard, étude des sources par James C. Coleman, Mugron, Éditions José Feijóo, « Collection texte », 1990.
- "La Péruse, Histoire de la langue française, par Antoine Da Sylva, éditions Mers du Sud (2010)